# Ярцево (Брянська область)
Ярцево — село в Стародубському муніципальному окрузі Брянської області.

## Географія
Знаходиться в південній частині Брянської області на відстані приблизно 12 км по прямій на захід-північний захід від районного центру міста Стародуб.

## Історія
Згадувається з 1620 року як присілок, володіння роду Борозди, з 1664 року вже згадується як село. Діяла Миколаївська церква (не збереглася). У XVII—XVIII століттях входило в 1-шу полкову сотню Стародубського полку. Близько чверті населення села становили козаки. У 1859 році тут (село Стародубського повіту Чернігівської губернії) числилось 39 дворів, у 1892 році — 110. У середині XX століття працював колгосп «Червоне Ярцево». До 2020 року входило до складу Запольськохалієвицького сільського поселення Стародубського району до їх скасування.

## Населення
Чисельність населення: 366 осіб (1859 рік), 590 (1892 рік), 200 осіб у 2002 році (росіян 99 %), 139 осіб у 2010 році.